# Patsanoth
Patsanoth — український Hardcore / Nu metal гурт з міста Київ, створений у 2012 році. Сам гурт визначає свій жанр як Patsancore.

## Історія
Гурт було створено в 2009 році і на той час існував у вигляді гумористичного інтернет-проекту. В 2012 році гурт зібрався вже у повноцінному складі і почав свою студійну та концертну діяльність. Важливий внесок у створення проекту зробив Гастріт (гітара), який виступав з гуртом на перших концертах. Назва Patsanoth була натхненна гуртом Behemoth. 
Ми надихалися гуртом Behemoth, який дуже поважаємо. Behemoth — це демон, що уособлює собою плотські гріхи. А Patsanoth — це демон, що уособлює собою район, борзоту, та «гріхи», що відбуваються щоночі в спальних районах великих міст, покровитель темної сторони жителів міст східної Європи.

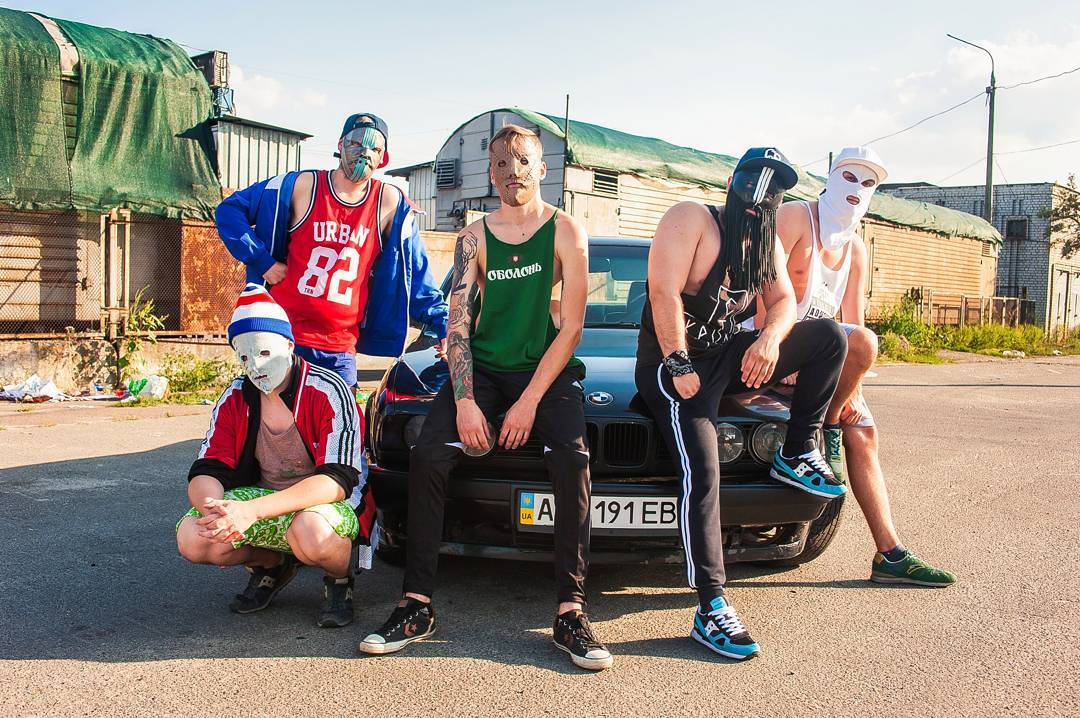
Patsanoth 2017 (Кмин, Вахта, Ґаз, Ярогор, Дрищ)

Тематика пісень в сатиричній манері висвітлює соціальні та побутові аспекти життя різноманітних прошарків суспільства у спальних районах великих міст східної Європи («на районі»). Довгий час учасники гурту використовували маски, створені власноруч, які відображали собою певні «збиральні образи» (торч, барига, волоцюга, вибивала, тощо).

Протягом років свого існування гурт випустив декілька альбомів, виступав на багатьох концертах та фестивалях, як наприклад Respublica (2014, 2015), Big Love Fest (2015, 2016), Hyperion (2017), де завоював прихильність шанувальників за нестандартну музику та стиль. Виступали на одній сцені з такими гуртами як Dysphoria, Space of Variations, Jinjer, TKN, Скрябін, Brutto, Skinhate, Morhine Suffering, O.Torvald, Stoned Jesus, Megamass, Хамерман Знищує Віруси. Після кожного концерту Patsanoth отримував схвальні відгуки слухачів та медіа, які були вражені стилем та перформансом:
Наступний гурт — Patsanoth — запам'ятався точно всім. Абсолютно та безкомпромісно. По перше, це — бітдаун шансон. По-друге, чуваки вміють робити шоу… Хоча ні — вони самі є справжнім шоу. Це важко описати — це просто треба бачити. Якщо ви ні разу не дивилися на цю команду в дії — можете для загального уявлення переглянути фотки. І відео. А потім таки піти на концерт. Бо це — жесть.
У 2014 році на польскому лейблі Goressimo Records вийшов дебютний повноформатний альбом гурту під назвою BORZOTA, який було видано лімітованим тиражем на CD. Дистриб'ютором в США став Sevared Records. 2017 року в форматі онлайн вийшов альбом AGGRESSOR, на якому були треки записані у співпраці з гуртами Skinhate та O'Hamsters.
З 2018 року гурт призупинив свою діяльність, але повернувся на сцену вже через рік у 2019.
У 2021 році гурт відмовився від масок, а в 2022 пройшов ребрендінг, у рамках якого повністю відмовився від використання російської мови та переклав всі старі пісні українською, змінив логотип, звучання стало важчим, лірика менш сатиричною. Після цього розпочалася робота над новим студійним матеріалом.

## Склад
Ярогор — гітара, бек-вокал (з 2012), засновник avant-garde electronic проекту DJ Сіль , Porniy, грав в гурті Zarobitna Plata та Squtigera
Ґаз — вокал (з 2015), співав в гурті Схема VRP
Вахта — ударні (з 2015), також грає в гуртах Two Streets та Zarobitna Plata
Ромчік — бас (з 2021), грав в Схема VRP
Широкий — сесійонний вокаліст (з 2015)

## Колишні учасники

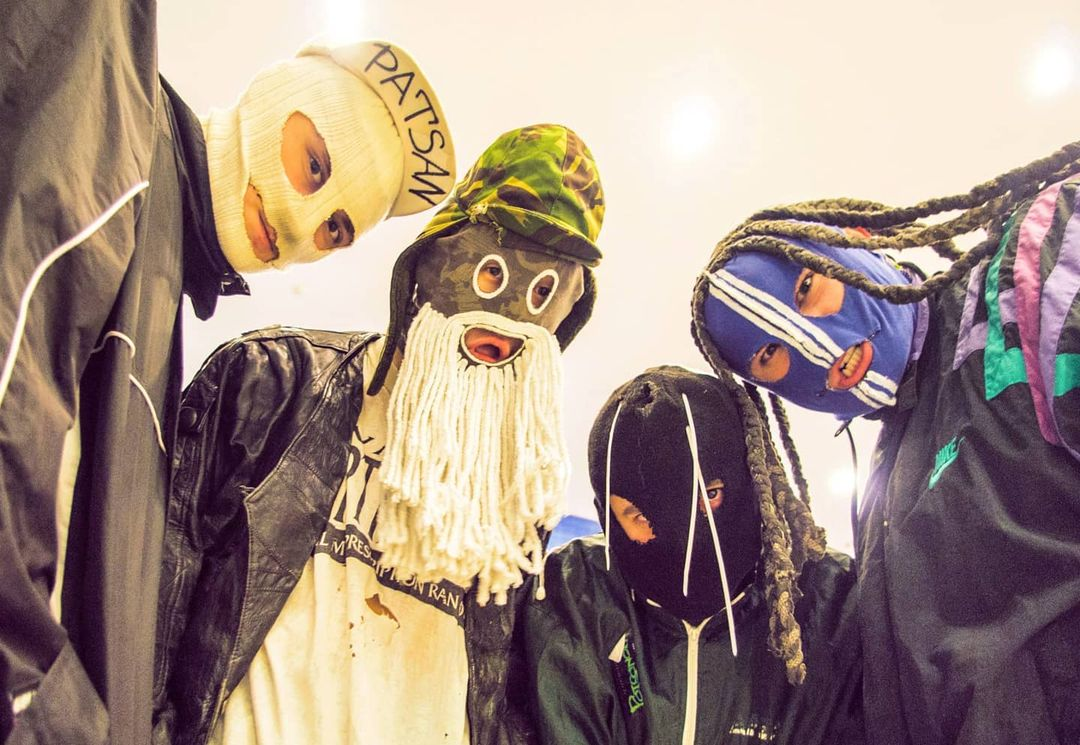
Patsanoth 2014 (Дрищ, Бройлєр, Ґрібас, Ярогор)

Струґаніні — ударні (2012—2013)
Слюсар — вокал (2012—2013)
Бройлєр — вокал (2013—2015), засовник проекту Zarobitna Plata
Ґрібас — ударні (2013—2014), бас-гітара (2017—2021), грає в гурті Netheren
Лютий — ударні (2014—2015)
Дрищ — бас-гітара (2012—2017), пізніше грав у гурті Mordox
Кмин — гітара (2015—2019)

## Дискографія
- 2012 — «Не родись лохом» (Demo)
- 2014 — «BORZOTA» (Full Album)[24][25]
- 2015 — «Будь на шарнирах» (Single)
- 2015 — «Вася выдыхай» (Single)[26]
- 2017 — «AGGRESSOR» (Full Album)
- 2025 — анонсований новий альбом українською мовою

## Кліпи
Романтика